# عضة جنسية
أثر القبلة أو الرُّقطة أو العضة الجنسية أو علامة القبلة أو لدغة الحب، أو العلامة الملكية هي الكدمة أو العلامة الناجمة عن تقبيل أو امتصاص الجلد، وعادة على الرقبة أو الذراع. في حين العض قد يكون مسببًا لها، المص يكفي لانفجار سطحي بالأوعية الدموية الصغيرة تحت الجلد.
تدوم أثر القبلة من 5 إلى 12 يوم وتعالج بنفس الطريقة كما الكدمات الأخرى. ومن طرق الحد من ظهور تلك العلامات تثليج العضة الأخيرة للحد من التورم مع فركهم بملعقة مبردة لتفريق جلطات الدم، وتعريض العلامات القديمة إلى ضمادات ساخنة ما يؤدي إلى تمدد الأوعية وتعزيز تدفق الدم. ويمكن تغطية هذه العلامات بكريم الأساس، أو البودرة أو مخفي العيوب. ويجوز استخدام قطعة من الملابس مثل اللفعات، الملابس ذات الرقبة الطويلة، أو الأكمام لإخفاء تلك العلامات. ويمكن إجراء إنشاء علامات جديدة أسهل أو أكثر فعالية من خلال بالكحول أو أي من أسبرين.